# Codice VNUM
Il codice VNUM (Volcano Number in inglese) è un codice identificativo numerico univoco di 6 cifre assegnato dalla statunitense Smithsonian Institution ai vulcani esistenti sulla Terra documentati nel Global Volcanism Program (GVP) e inseriti nell'elenco Volcanoes of the World (VOTW).
Il compito di assegnare la codifica VNUM del Global Volcanism Program è stata assegnata alla Smithsonian Institution dagli enti internazionali The International Association for Volcanology and Chemistry of Earth's Interior (IAVCEI), The World Organization of Volcano Observatories (WOVO) e Global Volcano Model (GVM).
Obiettivo della codifica VNUM è di evitare ambiguità riguardo ai nomi dei vulcani del mondo che potrebbero avere denominazioni non uniche o essere conosciuti con nomi diversi.